# Ninimma
Ninimma o Nin-imma es una diosa sumeria, babilonia y acadia de la fertilidad, deificación de los genitales femeninos. Sus padres son Enki y Ninkurra y como Enki tenía por costumbre, también se unió con ella, naciendo la diosa Uttu.
Proviene de NIN.IMMA, del sumerio NIN, "señora" o "diosa" e IMMA, "río", o mejor, "agua" que creó todo.
En un Canto a Ninimma, se dice:
Ninimma, eres la titular del sello del tesoro... Eres la guardiana de los grandes dioses... Eres la señora de todos los grandes ritos en el templo E-kur...